# Альперт, Джейн
Джейн Лорен Альперт (англ. Jane Lauren Alpert; род. 20 мая 1947 года) — американская активистка леворадикальных взглядов, участвовавшая в организации взрывов восьми правительственных и коммерческих офисных зданий в Нью-Йорке в 1969 году. Арестованная, когда другие члены ее группы были пойманы на закладке динамита в грузовики Национальной гвардии, она признала себя виновной в заговоре, но за месяц до назначенного приговора вышла под залог и скрылась.
После четырех с половиной лет скитаний по стране, работая на мелких должностях под чужими именами, она сдалась в ноябре 1974 года и была приговорена к 27 месяцам тюремного заключения по обвинению в заговоре. В октябре 1977 года она была приговорена к дополнительным четырем месяцам тюремного заключения за неуважение к суду, за отказ дать показания на суде 1975 года над другим обвиняемым во взрывах 1969 года.
В годы бегства Альперт увидела, что радикальные левые переживают упадок, и начала идентифицировать себя с радикальным феминизмом, отправив манифест в журнал Ms. вместе с отпечатками пальцев для подтверждения подлинности. Этот манифест, «Новая феминистская теория», осуждал «сексуальное угнетение левых» и подробно описывал ее переход из воинствующих левых в радикальные феминистки.

## Ранняя жизнь
Альперт родилась в мае 1947 года и выросла в районе Нью-Йорка. Ее бабушка и дедушка, евреи, эмигрировали из России, спасаясь от погромов. Один из ее дедушек после приезда в США отказался от ортодоксального иудаизма и стал социалистом в 1930-х годах. Мать Джейн Альперт окончила среднюю школу в четырнадцать лет, а затем Хантерский колледж в восемнадцать. Когда Джейн Альперт было три года, у ее родителей родился второй ребенок, Эндрю. Эндрю родился с несколькими врожденными дефектами, в том числе с перерезанным зрительным нервом, что привело к его слепоте. По словам Джейн, «Скип (Эндрю) выжил, был с интеллектом выше среднего, но почти слепой, с затрудненным дыханием и постоянно заторможенным физическим ростом. Я помню его как большой, инертный комок, который занимал все время и внимание моей матери».
В 1956 году ее отец устроился на работу вице-президентом компании Linz Glass Company в Юнионтауне, штат Пенсильвания. «Именно там Джейн Альперт впервые осознала, что она чужая, не только потому, что она еврейка, но и потому, что она была из города и не привыкла к деревенским порядкам». Когда ей было двенадцать лет, они переехали обратно в Нью-Йорк, и она снова почувствовала себя чужой.
Альперт окончила среднюю школу Форест-Хиллз за два года до окончания класса и поступила в Суортмор-колледж. Она продолжала хорошо учиться, постоянно читала и начала заводить друзей. Среди множества книг, оказавших на нее влияние, были книги Айн Рэнд. Альперт участвовала в своей первой демонстрации осенью первого года обучения в колледже. Альперт училась в аспирантуре Колумбийского университета, но не принимала активного участия в движении. В апреле 1968 года она стала участницей Комитета общественных действий Забастовочного комитета, который основал Профсоюз жильцов Колумбии. Комитет пытался мобилизовать большее число жителей района для активного сопротивления политике «джентрификации» Колумбии.
Альперт училась в Суортмор-колледж, который окончила с отличием в 1967 году, заинтересовавшись радикальной политикой. Она поступила в аспирантуру Колумбийского университета, но бросила учебу после студенческого восстания 1968 года. Она писала для «Крысы», подпольной газеты Нью-Йорка, и к моменту встречи с Сэмом Мелвиллом в 1968 году стала членом Партии черных пантер. Ее автобиография Growing up Underground была опубликована в 1981 году.

## Сэм Мелвилл
После окончания Суортмор-колледж Альперт устроилась на работу редактором в издательскую фирму и поступила в аспирантуру Колумбийского университета. Альперт познакомилась с Сэмом Мелвиллом в CAC (Community Action Coalition) (рус. Коалиция общественных действий). Мелвилл и Альперт стали больше заниматься политикой, у них завязались романтические отношения, и Альперт переехала в Нижний Ист-Сайд, чтобы жить с Мелвиллом в его квартире. В Нижнем Ист-Сайде Альперт начала писать для «Крысы».
«В своей книге Альперт пишет, что Мелвилл умел превращать оскорбления в комплименты: „В его голосе слышалась беспомощная похоть, как будто его обвинения в беспутной сексуальности были также признанием моей власти над ним“». Альперт оказалась втянута в мир радикальной политики, за которым она всегда наблюдала со стороны. «Если бы Сэм был самым обычным, прямолинейным бизнесменом, мне было бы трудно сопротивляться его привязанности. Сочетание сексуальной любви и радикальной идеологии было более чем неотразимым. Оно поглотило меня. После нескольких недель, проведенных с Сэмом, для меня стало очевидно, что я собираюсь бросить аспирантуру». Пара участвовала в нескольких взрывах, и Альперт написала несколько коммюнике в 1971 году, которые были опубликованы в прессе.
Альперт, Мелвилл и еще двое были арестованы в ноябре 1969 года. Альперт была выпущена под залог и жила в подполье, пока Мелвилл находился в заключении. Альперт узнала, что Мелвилл был убит в тюрьме Аттика в штате Нью-Йорк в 1971 году, и написала эпитафию, которая была опубликована в «Крысе». Она писала: «Мне больше не нужно было беспокоиться о том, насколько я обязана ему верностью или предаю ли я его, когда говорю „Я люблю тебя“ другому мужчине … Я могла попытаться почувствовать благодарность за то, что он умер так, как выбрал бы сам».

## Взрывы
Weathermen взяли на себя ответственность по меньшей мере за двадцать взрывов в период с 1970 по 1975 год. Альперт был причастен к нескольким взрывам и являлся автором писем, которые были опубликованы в прессе. Альперт была обвинена во взрывах восьми правительственных и корпоративных офисных зданий во время трехмесячной серии взрывов в 1969 году. Среди целей были:
- Здание банка Чейз в Манхэттене;
- Нью-Йоркское федеральное здание;
- Здание Стандарт Ойл;
- Здание Дженерал Моторс;
- Здание Банка Мэрин Мидланд;
- Площадь Фоли;
- Штаб-квартира полиции Нью-Йорка[17];
- Капитолий;
- Здание Государственного департамента США;
- Центр подготовки вооруженных сил;
- Нью-Йоркский корпоративный офис.

Альперт заложила бомбу на полу Федерального здания Нью-Йорка, где размещались американские военные. По словам Альперт, она чувствовала, что ее окружает ощущение гиперсознания, она испытывала радость и страх одновременно. Альперт наблюдала за взрывом бомбы из дальнего здания и чувствовала, что взрыв в 2 часа ночи приблизил революцию на дюйм или два. Альперт сказала: «Взрывы сделали нас тостом движения и предметом разговоров всего Нью-Йорка. … В противовес страху ареста был ожидаемый восторг от того, что скоро нас будут открыто прославлять как героев».

## Отношения с членами Weathermen
Когда Альперт была арестована в 1969 году вместе с Сэмом Мелвиллом и еще двумя людьми по делу о взрывах 1969 года, родители Альперт внесли за нее залог, но по совету других людей Альперт внесла залог в размере $20 000,00 и ушла в подполье. Джейн Альперт не была арестована за взрыв нью-йоркского корпоративного офиса и по-прежнему находилась в розыске. Находясь в подполье, Альперт связалась и встретилась с Марком Раддом. Во время встречи с Раддом их остановил полицейский, но они предъявили фальшивые документы и были отпущены. Затем Альперт посетил Бернардина Дорна в Сан-Франциско у моста «Золотые ворота». На следующий день Дорн и Альперт отправились на гору Тамалпаис, чтобы выступить перед группой женщин. Они расстались, и Дорн дал Альперт адрес Кэти Будин. Альперт отправилась обратно на восточное побережье и остановилась в Бостоне, чтобы навестить Будин. Хотя Будин и Альперт спорили о новом левом движении, Альперт была впечатлена Weathermen и заявила: «Для них не было ничего важнее, чем оставаться вместе».

## Явка с повинной в 1974 году
Будучи в бегах, Альперт увидела, что леворадикальное движение переживает упадок, и начала отождествлять себя с радикальным феминизмом, однажды отправив феминистский манифест в журнал Ms. вместе с набором своих отпечатков пальцев. После четырех лет скитаний по стране, работая на низкоквалифицированной работе под вымышленными именами, она сдалась в ноябре 1974 года и была приговорена к 27 месяцам тюрьмы за обвинение в заговоре. В октябре 1977 года она была приговорена к дополнительным четырем месяцам тюремного заключения за неуважение к суду за отказ дать показания на суде 1975 года над Патрицией Суинтон, другой обвиняемой по делу 1969 года.
Газета «Нью-Йорк Таймс» писала: «Джейн Лорен Альперт, которая 4 мая признала себя виновной в участии в заговоре с целью взрыва федеральных офисных зданий здесь прошлой осенью, вчера была объявлена лишенной права внесения залога в размере 20 000 долларов. Причиной стало то, что она нарушила условия залога, не отметившись в офисе прокурора Соединенных Штатов на этой неделе».
Джейн Альперт сдалась 17 ноября 1974 года в прокуратуру Соединенных Штатов в Нью-Йорке после того, как четыре с половиной года находилась в подполье. По данным The New York Times и журнала TIME, Альперт была приговорена к 27 месяцам тюремного заключения за заговор с целью взрыва и побег из-под залога. Альперт заявила, что «признание вины не было отступлением». Признание Джейн Альперт в своей девиантности — неотъемлемой части акта сдачи — было подкреплено ее заявлением, что она вернулась из подполья, потому что «это было правильно». Альперт заявила: «Это не было политическим делом — просто чисто прагматический выбор с нашей стороны».
Альперт подтвердила свою приверженность политическому активизму и не выразила сожаления по поводу действий, предпринятых ею в прошлом. Она заявила, что она и ее соучастники «считали, что действуют морально; что если кто и делает что-то конкретное, чтобы остановить войну, так это мы». Вопреки некоторым сообщениям, Альперт не была членом Weather Underground, хотя она знала нескольких человек, которые были таковыми. В заявлении Альперт об явке с повинной она упомянула работу в феминистском движении в качестве основной цели. В своем заявлении об явке с повинной Альперт также проводила различие между собой сейчас и собой тогда; она объяснила свою роль во взрывах как «сумасшествие» и предположила, что ее отношения с Сэмом Мелвиллом послужили катализатором ее действий.
Альперт признала свой феминизм, что послужило доказательством того, что сейчас она не стала бы заниматься той же деятельностью, что и тогда, из-за повышенного осознания властных отношений во взаимодействии мужчины и женщины. Во время сдачи Альперт ее адвокат сказал: «Она больше не находится в тисках ошибочной идеологии, которая заставила ее бежать; война закончилась, а мужчина, в которого она была влюблена и за которого она признала себя виновной, теперь мертв».

## «Мать права» (1974)
Пишет рецензент The New York Times Иден Росс Липтон:
И в ноябре 1974 года, предвидя смягчение судебного отношения к радикалам после Уотергейта, Джейн Альперт сдалась. Она получила и отбыла 27-месячный тюремный срок за заговор со взрывом и за побег из-под залога. Левые радикалы осудили ее за трактат "Мать права", который она написала, находясь в подполье (в котором она отреклась от Сэма Мелвилла), и за предполагаемое доносительство на других - обвинение, которое она всегда отрицала.
Альперт написала книгу «Мать права: Новая феминистская теория» в 1974 году; ее аудиторией были женщины, вовлеченные в феминистские СМИ. Альперт была в подполье в течение трех лет, когда выпустила свою статью для публикации. «Я рассматриваю эту статью как дистилляцию того, чему я научилась за эти три года. В статье описывается процесс, в результате которого я стала феминисткой, и достаточно много места уделено моему видению будущего — для вас, для себя, для планеты». В письме Альперт говорится, что первая часть написана в форме открытого письма «моим сестрам-беглянкам из Weather Underground». «Вторая часть письма построена вокруг „моего политического/религиозного видения“ как феминистки и женщины». Альперт стала беглянкой в мае 1970 года, за несколько дней до назначенного ей срока за заговор с целью взрыва военных и связанных с войной корпоративных зданий на Манхэттене. В то время она не была членом Weathermen и никогда не состояла в SDS (Студенты за демократическое общество). «Сейчас я хочу рассказать о моем возобновлении знакомства с Weather Underground, сказав, что когда это произошло, я решительно покончила с левыми и, по крайней мере, мысленно, посвятила себя делу революции, сделанной женщинами и для женщин».

## «Вырастая в подполье» (1981)
Джейн Альперт написала книгу «Вырастая в подполье» в 1981 году. Ее книга представляет собой исповедальные мемуары, в которых она пишет о своем опыте политического активиста. Альперт написала книгу, чтобы рассказать о своей личной роли во взрывах зданий в Нью-Йорке в 1969 году и о своей жизни под землей в начале 1970-х годов. Альперт объясняет, что произошло в 1969 году и как она оказалась вовлеченной в организацию Weather Underground. Она пишет о своем непонятном детстве и рассказывает о своей жизни под землей. Пока она жила в подполье, ее финансово поддерживали семья и друзья. Мэри Мойлан написала критику книги Альперт, которая была опубликована в книге Ионы Раскин «The Weather Eye: Communiqués from the Weather Underground» (1974). Мюррей Кемптон также написал критическую рецензию на книгу Альперт для The New York Review of Books, хотя в рецензии New York Times было высказано особое мнение.